# Kuršumlijska Banja
Kuršumlijska Banja (cyr. Куршумлијска Бања) – miasteczko w Serbii, w okręgu toplickim, w gminie Kuršumlija. W 2011 roku liczyło 106 mieszkańców.